# Winfried Marotzki
Winfried Marotzki (* 4. Juni 1950) ist ein deutscher Pädagoge und war bis 2015 Professor für Allgemeine Pädagogik an der Otto-von-Guericke-Universität Magdeburg.

## Leben
Winfried Marotzki promovierte 1983 mit dem Thema Subjektivität und Negativität als Bildungsproblem an der Universität Hamburg. Ebenfalls dort erfolgte 1989 mit der Arbeit Entwurf einer strukturalen Bildungstheorie seine Habilitation. Seine Forschungsschwerpunkte sind die Lern- und Bildungstheorie, die Bildungsphilosophie, die Anthropologie sowie die Qualitative Sozialforschung (vor allem Biographieforschung) und Internet Research, Bildinterpretation und Filmbildung.

## Leistungen

### Bildungstheorie
Marotzki versteht unter Bildung und deren Reflexion in der Bildungstheorie: „Bildungstheorie beschäftigt sich mit der zentralen reflexiven Verortung der Menschen in der Welt, und zwar in einem zweifachen Sinne: zum einen hinsichtlich der Bezüge, die er zu sich selbst entwickelt (Selbstreferenz) und zum anderen hinsichtlich der Bezüge, die er auf die Welt entwickelt (Weltreferenz). Bildung ist aus dieser Perspektive der Name für den reflexiven Modus des menschlichen In-der-Welt-Seins.“
Die bildungstheoretischen Überlegungen werden von Marotzki in der erziehungswissenschaftlichen Biographieforschung empirisch angewendet und sind signifikanter Teil seiner strukturalen Medienbildungstheorie.

### Erziehungswissenschaftliche Biographieforschung
Winfried Marotzki hat sich vor allem mit der erziehungswissenschaftlichen Biografieforschung beschäftigt, die 1998 zu einem integralen Bestandteil der Sektion Allgemeine Erziehungswissenschaft der DGfE wurde. Zitat: „Biographie ist als Konzept strukturell auf der Ebene von Subjektivität und gesellschaftlicher Objektivität, von Mikro- und Makroebene angesiedelt und eröffnet somit die Möglichkeit, Lern- und Bildungsprozesse im Spannungsfeld subjektiver und objektiver Analysen zu fassen“.

### Medienbildung
Marotzki hat sehr früh das Bildungspotenzial der neuen Medien erkannt. Er hat das Internet dabei weniger als Instrument oder Tool (z. B. für E-Learning-Zwecke), sondern vor allem als Kultur- und Gemeinschaftsraum aufgefasst. Neben zahlreichen Veröffentlichungen im Bereich erziehungswissenschaftlicher Internetforschung führte dieses Interesse zur Einrichtung des Studiengangs Medienbildung: Audiovisuelle Kultur und Kommunikation an der Otto-von-Guericke-Universität Magdeburg. Die Verbindung von strukturaler Bildungstheorie und Medienbildung führte zur theoretischen Ausarbeitung des Konzepts Strukturaler Medienbildung.

## Schriften (Auswahl)
Monografien
- mit Benjamin Jörissen: Medienbildung – Eine Einführung. Theorie – Methoden – Analysen. Verlag Julius Klinkhardt, Bad Heilbrunn 2009, ISBN 978-3-8252-3189-7.
- mit Arnd-Michael Nohl und Wolfgang Ortlepp: Einführung in die Erziehungswissenschaft. 2. durchgesehene Auflage. Opladen 2006, ISBN 3-8252-8247-3.
- mit Margret Kraul: Biographische Arbeit. Opladen 2002, ISBN 3-8100-3104-6.
- Entwurf einer strukturalen Bildungstheorie: biographietheoretische Auslegung von Bildungsprozessen in hochkomplexen Gesellschaften. Weinheim 1990, ISBN 3-89271-221-2.
- Subjektivität und Negativität als Bildungsproblem: tiefenpsychologischen, struktur- u. interaktionstheoretischen Perspektiven moderner Subjektivität. Frankfurt am Main u. a. 1984, ISBN 3-8204-5285-0.
- mit Arnd-Michael Nohl und Wolfgang Ortlepp:  Einführung in die Erziehungswissenschaft. Band 1 aus der Reihe UTB L. Einführungstexte Erziehungswissenschaft. Opladen/ Farmington Hills 2006, ISBN 3-8252-8247-3.

Herausgeberschaften
- Hrsg. mit Mike Sandbothe: Subjektivität und Öffentlichkeit. Kulturwissenschaftliche Grundlagenprobleme virtueller Welten. Köln 2000, ISBN 3-931606-39-2.
- Hrsg. mit Horst Niesyto: Bildinterpretation und Bildverstehen: methodische Ansätze aus sozialwissenschaftlicher, kunst- und medienpädagogischer Perspektive. Wiesbaden 2006, ISBN 3-531-15106-1.
- Erziehungswissenschaft für Gymnasiallehrer / Erziehungswissenschaft für Gymnasiallehrer. Weinheim 1996, ISBN 3-89271-652-8.
- Hrsg. mit Heinz Sünker: Kritische Erziehungswissenschaft I – Moderne – Postmoderne. Weinheim 1992, ISBN 3-89271-312-X.
- Hrsg. mit Heinz Sünker: Kritische Erziehungswissenschaft II – Moderne – Postmoderne. Weinheim 1993, ISBN 3-89271-344-8.
- Hrsg. mit Hans-Christoph Koller, Olaf Sanders: Biographien in komplexen Institutionen. Studentenbiographien I. Frankfurt, Bern, New York, Paris, 1989.
- Hrsg. mit Rainer Kokemohr: Biographien in komplexen Institutionen. Studentenbiographien II. Weinheim, 1990.
- Hrsg. mit Hans-Christoph Koller, Olaf Sanders: Bildungsprozesse und Fremdheitserfahrung. Bielefeld (Transcript) 2007.
- Hrsg. mit Heinz-Hermann Krüger: Handbuch erziehungswissenschaftliche Biographieforschung. 2. überarbeitete Auflage. VS Verlag für Sozialwissenschaften, Wiesbaden, 2006.
- Hrsg. mit Michael Meuser:  Hauptbegriffe Qualitativer Sozialforschung. Verlag Barbara Budrich, Opladen/Farmington Hills 2006, ISBN 3-8252-8226-0.